# 中村一夫 (陸軍大尉)
中村 一夫（なかむら かずお、1906年3月10日 - 没年不明）は、日本の陸軍軍人。最終階級は陸軍大尉。通化守備隊長。熊本県出身。

## 経歴
熊本県熊本市生まれ。 1933年（昭和8年）3月に陸軍大尉に進み終戦を迎えた。通化では河内亮通化県副県長と並んで満州人・日本人からの人望が厚かった。洪鉄生通化省長とは義兄弟の契りを結んでいた。